# Lamo-Inkarnationslinie
Die Lamo-Inkarnationslinie (tib. la mo sku phreng), deren spätere Vertreter meist unter der Bezeichnung Shabdrung Karpo (tib. zhabs drung dkar po, chin. Xiarong Gabu 夏茸尕布 bzw. Baifo "Weißer Buddha") bzw. (mong.) Chaghan Nominhan oder auch Lamo Shabdrung Karpo (tib. la mo zhabs drung dkar po) o. ä. bekannt sind, ist eine Inkarnationsreihe des Gelugpa-Klosters Lamo Dechen (tib. la mo bde chen) in Amdo. Der erste Vertreter, Tshognyi Gyatsho, kam aus Zentral-Tibet und missionierte unter den mongolischen Prinzen in Amdo. Der dritte Vertreter dieser Reihe, Ngawang Lobsang Tenpe Gyeltshen, gründete 1682 das Gelugpa-Kloster.
1. Tshognyi Gyatsho  (tshogs gnyis rgya mtsho[2]) (1573–1609?) aus Lamo Rinchengang in Zentraltibet
2. Lodrö Gyatsho (blo gros rgya mtsho[3]) (1610–1659)
3. Ngawang Lobsang Tenpe Gyeltshen (ngag dbang blo bzang bstan pa'i rgyal mtshan[4]) (1660–1728)[5]
4. Lobsang Thubten Geleg Gyeltshen (blo bzang thub bstan dge legs rgyal mtshan[6]) (1729–1796)
5. Pende Wangchuk Khetsün Gyatsho (phan bde'i dbang phyug mkhas btsun rgya mtsho[7]) (1797–1831)
6. Ngawang Chukdrub Tenpe Gyeltshen (1832–1872) (ngag dbang mchog grub bstan pa'i rgyal mtshan[8])
7. Tendzin Norbu Pelzangpo (bstan 'dzin nor bu dpal bzang po[9]) (1873–1927)
8. Lobsang Lungrik Tenpe Gyatso (blo bzang lung rig bstan pa'i rgya mtsho[10])  (1928–1991)[11]
9. Lobsang Tendzin Chökyi Gyeltshen (blo bzang bstan 'dzin chos kyi rgyal mtshan)[12] (1992-)